# كيي وشيرو
كيي وشيرو (باليابانية: 大城 蛍) (مواليد 16 سبتمبر 2000) هو لاعب كرة قدم ياباني.

## وصلات خارجية
- كيي وشيرو على موقع رابطة كرة القدم اليابانية للمحترفين (اليابانية)
- كيي وشيرو على موقع قاعدة بيانات كرة القدم.إي يو (الإنجليزية)
- كيي وشيرو على موقع Soccerway.com (الإنجليزية)
- كيي وشيرو على موقع عالم كرة القدم.نت (الإنجليزية)